# 虞夔
虞夔（1467年—？），字汝諧，直隸鎮江府金壇縣人，民籍，明朝政治人物。

## 生平
弘治八年（1495年）乙卯科應天府鄉試第四十三名舉人。弘治十五年（1502年）中式壬戌科會試第六十四名，三甲第二十一名進士。

## 家族
曾祖虞禎；祖父虞瓛；父虞韶，承事郎。母王氏。慈侍下。